# Pánuco de Coronado
Pánuco de Coronado är en ort i Mexiko.   Den ligger i kommunen Pánuco de Coronado och delstaten Durango, i den centrala delen av landet, 800 km nordväst om huvudstaden Mexico City. Pánuco de Coronado ligger 2 136 meter över havet och antalet invånare är 4 727.
Terrängen runt Pánuco de Coronado är kuperad österut, men västerut är den platt. Runt Pánuco de Coronado är det ganska glesbefolkat, med 24 invånare per kvadratkilometer. Pánuco de Coronado är det största samhället i trakten. Omgivningarna runt Pánuco de Coronado är i huvudsak ett öppet busklandskap.